# Олександра Фредеріксборзька
Її Королівська Вельможність Олександра (англ. Alexandra Christina Manley, Орден Слона; нар. 30 червня 1964, Гонконг) — графиня Фредеріксборзька. Перша (колишня) дружина Йоакіма, принца Данського та колишня принцеса Данська, матір принца Миколая та принца Фелікса. Народилася в Гонконзі та має змішане азійсько-європейське походження, познайомилася з принцом Йоахімом у 1994 році, а наступного року вони одружилися. У шлюбі народилося двоє синів, який закінчився розлученням у 2005 році.

## Життєпис
Олександра Менлі (文雅麗) має англійських, китайських та австрійських пращурів. Вона народилася 30 червня 1964 року в Гонконзі старшою з трьох доньок у сім'ї англійця Річарда Менлі (англ. Richard Nigel Manley; 1924, Шанхай — 2010, Відень) та його дружини австрійки Крісти Марії Менлі (нім. Christa Maria Nowotny; 1933/1934 — 2023, Відень, Австрія). Батько був керівником страхової компанії, а мати працювала менеджеркою комунікаційної компанії. Олександру охрестили в соборі Святого Іоанна в Гонконзі. Вона відвідувала школу Quarry Bay Junior (1969—1971), школу Glenealy (1971—1974) та Island School (1974—1982), усі в Гонконзі. Менлі вивчала міжнародний бізнес у Віденському університеті економіки та бізнесу в Австрії. Вона також їздила на навчання до Японії та Англії. Чи отримала вона вищу освіту, невідомо. З 1990 по 1995 рік Олександра працювала в компанії GT Management (Asia) Ltd. у Гонконзі, де з 1990 по 1993 рік працювала у відділі продажів та маркетингу, а з 1993 року — на посаді заступника виконавчого директора цього відділу.

## Принцеса Данська
Олександра познайомилася з принцом Йоахімом на приватній вечірці в Гонконзі в січні 1994 року, де він працював у данській судноплавній компанії. Після бурхливого залицяння, яке, як вважають, почалося наприкінці 1994 року, принц Йоахім подарував Олександрі обручку з діамантом і рубінами під час відпустки на Філіппінах. Про їхні заручини було офіційно оголошено в травні 1995 року. Вони одружилися 18 листопада 1995 року. Церемонію весілля звичайним капеланом королеви Маргрете в церкві замку Фредеріксборг, каплиці Ордена Слона в Гіллереді. Весільні гуляння проходили в палаці Фреденсборг. Сукня нареченої була розроблена Йоргеном Бендером. Наречена на весіллі носила діадему «Александрин», яка спочатку належала герцогині Александріні Мекленбург-Шверінській, і була весільним подарунком від королеви Маргрете.
Коли Олександра вийшла заміж за Йоахіма, вона залишила кар'єру в маркетингу. Вважається, що вона відмовилася від свого британського громадянства до того, як стала підданою Данії після одруження. У шлюбі, що тривав 9 років, народилися принц Миколай (нар.. 28 серпня 1999) та принц Фелікс (нар.. 22 липня 2002 року), які, наразі, є членами Данського королівського дому та потенційними спадкоємцями престолу.

### Діяльність принцеси

Вензель Олександри

Олександра стала популярною серед данчан. Завдяки смаку до сучасної моди та благодійною діяльністю, її охрестили Діаною Півночі. Для неї рідна англійська та німецька (відповідно через батька та матір), і її вільне володіння німецькою допомогло їй швидко освоїти данську мову. За кілька місяців Олександра Фредеріксборзька вже розмовляла нею майже без акценту, що ще більше сподобалося данцям. Як вона сказала в інтерв'ю: «Я не вважаю граматику особливо складною, але вимова може бути важкою, оскільки ми ковтаємо деякі з наших слів. Це трохи нагадує мені китайську мову, з гортанною змичкою… Сказане так може надати слову зовсім інше значення», — пояснила вона. «Я вирішила негайно вивчити мову. Було б жахливо вставати і говорити англійською на заручинах або дякувати комусь за щось у побуті. Це було б абсолютно неправильно. Це мій дім, і тому для мене іншого варіанту немає».
Як під час, так і після одруження, Олександра Фредеріксборзька брала участь у численних благодійних заходах, зокрема Міжнародному русі Червоного Хреста і Червоного Півмісяця, Данському товаристві сліпих, ЮНІСЕФ та групі захисту матерів-одиначок Mother Help. Вона також обиралася послом ЮНІСЕФ, коли їздила до Таїланду, щоб відвідати хворих на ВІЛ/СНІД.

### Розлучення
16 вересня 2004 року принц Йоакім і принцеса Олександра оголосили про своє розставання та можливий намір розлучитися. У Данській королівській родині це було перше з 1846 року розлучення. Депутати Фолькетингу вирішили внести Олександру до цивільного списку на все життя, незалежно від її можливого майбутнього повторного шлюбу. Виплати Олександрі її нової щорічної допомоги у розмірі 2,1 мільйона крон (330 000 доларів США) почалися з 1 жовтня 2004 року. Через півроку 8 квітня 2005 року шлюб було офіційно розірвано. 23 червня 2017 року Олександра Фредеріксборзька оголосила, що відмовиться від свого права на цивільний список Данії в липні 2020 року, що збігається з 18-річчям принца Фелікса.

## Другий шлюб і теперішнє життя
Влітку 2005 року графиня Олександра почала з'являтися у компанії молодого данського фотографа Мартіна Йоргенсена (дан. Martin Jørgensen; нар.. 2 березня 1978, Вальбю) — сина відомого данського кінопромисловця Якоба Йоргенсена (дан. Jacob Jørgensen), який володіє кіностудією «JJ Film». Ця компанія випустила і продовжує виробляти численні документальні фільми, в яких брала участь королівська родина.
Олександра вийшла заміж за Мартіна Йоргенсена 3 березня 2007 року на приватній церемонії в церкві Остер-Егеде біля Факсе, у зв'язку з чим втратила титул принцеси Данської та отримала титул графині Фредеріксборзької, що офіційно виключило її з членів Данського королівського дому. Окрім юних принців Миколая (на той час йому було близько 7 років) та Фелікса (у 5-річному віці), ніхто з данської королівської родини не прийшов на церемонію. У 2007 році графиня Фредеріксборзька увійшла до ради директорів данської компанії Ferring Pharmaceuticals. У вересні 2015 року було оголошено, що Йоргенсен і графиня розлучаються після восьми з половиною років шлюбу. Причиною розлучення графиня назвала розбіжності в цінностях. Розлучення було завершено в 2015 році.
У 2017 році було оголошено, що вона обійме посаду завідувача кафедри бізнесу та уряду в Школі бізнесу Келлі Університету Індіани.
Олександра все ще іноді відвідує заходи зі своїм колишнім чоловіком та рештою королівської родини Данії. Серед інших подій, у 2012 році вона відвідала гала-виставу в Koncerthuset на честь 40-річчя королеви Маргрете II, а в 2018 році вона відвідала гала-вечерю з нагоди 50-річчя свого колишнього зятя, кронпринца Фредеріка, у Крістіансборзському палаці.

## Нагороди
- Данія: Орден Слона
- Пам'ятна медаль Срібного ювілею королеви Маргрете II
- Фінляндія: Великий хрест ордена Білої троянди
- Румунія: Великий хрест ордена Зірки Румунії
- Люксембург: Великий хрест ордена Адольфа Нассау